# Yacht Club Punta Ala
El Yacht Club Punta Ala (YCPA) es un club náutico situado en Punta Ala, una localidad de Castiglione della Pescaia, en la Provincia de Grosseto (Italia). 
Fue el club desafiante (Challenge of Record) en la Copa América de 2000, con el yate "Luna Rossa" de la Clase Internacional Copa América, del equipo Prada Challenge, perdiendo ante el club defensor, el Real Escuadrón de Yates de Nueva Zelanda.